# Total Divas
Total Divas，是美國世界摔角娛樂（WWE）公司所制作的真人實境秀節目，僅於美國轉播，於2013年7月28日時在E!首播。異於其他世界摔角娛樂的節目，選手們在Total Divas中使用自己的真實姓名，而不是於世界摔角娛樂正規摔角節目上所使用的擂台名。